# گمینا مییسکا گورکا
گمینا مییسکا گورکا (به لهستانی:  Gmina Miejska Górka) یک گمینا در لهستان است که در شهرستان راویچ واقع شده‌است. گمینا مییسکا گورکا ۱۰۳٫۶۲ کیلومتر مربع مساحت و ۹٬۲۸۳ نفر جمعیت دارد.